# Torneio de Montreux de 1930
O Torneio de Montreux de 1930  foi a 9ª edição do Torneio de Montreux.

## Resultados
|    | Equipe        | Pts | J | V | E | D |
| -- | ------------- | --- | - | - | - | - |
| 1º | Faversham     | 10  | 5 | 5 | 0 | 0 |
| 2º | Stade Bordéus | 8   | 5 | 4 | 0 | 1 |
| 3º | Estugarda RC  | 6   | 5 | 3 | 0 | 2 |
| 4º | HC Montreux   | 4   | 5 | 2 | 0 | 3 |
| 5º | Patavium HC   | 1   | 5 | 0 | 1 | 4 |
| 6º | Liége         | 1   | 5 | 0 | 1 | 4 |

|               | FAV | BOR | EST | MON | PAT | LIE |
| ------------- | --- | --- | --- | --- | --- | --- |
| Faversham     |     | 7-1 | 3-0 | 3-1 | 7-1 | 8-0 |
| Stade Bordéus |     |     | 2-1 | 5-3 | 8-1 | 7-1 |
| Estugarda RC  |     |     |     | 4-1 | 6-1 | 2-1 |
| HC Montreux   |     |     |     |     | 7-2 | 3-0 |
| Patavium HC   |     |     |     |     |     | 3-3 |
| Liége         |     |     |     |     |     |     |